# 크리스 커클랜드
크리스 커클랜드(영어: Chris Kirkland, 1981년 5월 2일 ~ )는 잉글랜드의 전 프로 축구 선수이다. 포지션은 골키퍼이다.